# Кетопрофен
Кетопрофен (англ. Ketoprofen, лат. Ketoprofenum) — синтетичний препарат, що є похідним пропіонової кислоти та належить до групи нестероїдних протизапальних препаратів. Кетопрофен може застосовуватися як перорально, так і парентерально (переважно внутрішньом'язово, рідше внутрішньовенно), так і місцево та ректально. За своїм хімічним складом є рацематом, у якому значно вищу фармакологічну активність має S(+)-ізомер, що застосовується як самостійний лікарський препарат (декскетопрофен). Кетопрофен уперше синтезований у лабораторії французької фармацевтичної компанії «Rhône-Poulenc» у 1967 році та застосовується у клінічній практиці з 1971 року.

## Фармакологічні властивості
Кетопрофен — синтетичний препарат, що є по хімічній структурі похідним пропіонової кислоти та належить до групи нестероїдних протизапальних препаратів. За своїм хімічним складом є рацематом двох енантіомерів, із яких більшу фармакологічну активність має правообертальний S(+)-ізомер. Механізм дії препарату, як і інших представників групи нестероїдних протизапальних препаратів, полягає в інгібуванні ферменту циклооксигенази, яка забезпечує перетворення арахідонової кислоти у простагландини. Кетопрофен переважно діє на циклооксигеназу 1 типу (ЦОГ-1), і лише в незначному ступені впливає на циклооксигеназу 2 типу (ЦОГ-2). Кетопрофен має здатність інгібувати й ліпоксигеназний шлях метаболізму арахідонової кислоти, що призводить до зменшення вироблення медіаторів запалення — лейкотрієнів. Кетопрофен інгібує активність брадикініну та сприяє стабілізації мембран лізосом. Кетопрофен також має здатність гальмувати агрегацію тромбоцитів. Кетопрофен добре проникає у синовіальну рідину та синовіальну оболонку суглобів, сприяє зменшенню набряків суглобів, зменшує артралгії, а у високих концентраціях сприяє стимуляції синтезу протеоглікану у хрящовій тканині. Кетопрофен також сприяє зменшенню післяопераційної остеопенії при переломах кісток, не впливаючи на процес відновлення кісткової тканини. Окрім периферичної дії, кетопрофен також впливає і на центральну нервову систему, добре проходить через гематоенцефалічний бар'єр, пригнічує вивільнення ЦОГ-2 у задніх рогах спинного мозку, а також діє на таламічні центри больової чутливості і на центр терморегуляції, що забезпечує і центральні механізми дії препарату. Кетопрофен має синергізм при спільному застосуванні з наркотичними анальгетиками при застосуванні у випадках гострих травматичних пошкоджень та злоякісних пухлин. Кетопрофен має помірний ризик побічних ефектів, який суттєво не відрізняється або нижчий від ризику побічних ефектів при застосуванні індометацину, диклофенаку та напроксену; хоча новіші дослідження вказують на вищий ризик гастропатій при застосуванні кетопрофену в порівнянні з іншими нестероїдними протизапальними препаратами (у тому числі із німесулідом, напроксеном, ібупрофеном та диклофенаком).

### Фармакодинаміка
Кетопрофен швидко та повністю всмоктується при пероральному застосуванні, максимальна концентрація препарату в крові досягається протягом 1—2 годин. При внутрішньом'язовому введенні максимальна концентрація препарату досягається протягом 15—45 хвилин, при ректальному застосуванні — протягом 4 годин. Біодоступність препарату складає 90 %. Кетопрофен практично повністю зв'язується з білками плазми крові. Дуже висока концентрація кетопрофену досягається в синовіальній рідині, а також у хрящовій тканині суглобів. Кетопрофен добре проникає через гематоенцефалічний бар'єр. Кетопрофен проникає через плацентарний бар'єр та виділяється в грудне молоко. Метаболізується препарат у печінці з утворенням неактивних метаболітів. Виводиться кетопрофен з організму переважно із сечею у вигляді метаболітів, до 8 % препарату виводиться із калом. Період напіввиведення кетопрофену становить 1,1—4 години, цей час може збільшуватися в осіб похилого віку та у хворих із вираженою нирковою недостатністю.

## Показання до застосування
Кетопрофен застосовується для лікування суглобового синдрому при ревматологічних захворюваннях (ревматоїдному артриті, подагрі, анкілозуючому спондилоартриті, остеоартрозі), для симптоматичного лікування захворювань опорно-рухового апарату та неускладнених травм, при болях у попереку, міозитах і невралгіях, а також при первинній альгодисменореї.

## Побічна дія
При застосуванні кетопрофену можуть спостерігатися наступні побічні ефекти:
- З боку шкірних покривів та алергічні реакції — частіше (1—3 % випадків) висипання на шкірі,кропив'янка; рідко поліморфна еритема, фотодерматоз, синдром Стівенса-Джонсона, синдром Лаєлла.
- З боку травної системи — найчастіше спостерігається диспепсія (12 %), часто (3—9 %) спостерігаються також нудота, блювання, печія, запор, діарея, біль у животі, метеоризм; рідше (менше 1 %) загострення виразкової хвороби, шлунково-кишкові кровотечі, перфорація кишки, гастрит, гемороїдальні кровотечі.
- З боку нервової системи — частіше (1—3 %) головний біль, головокруття, сонливість або безсоння, депресія, підвищена збудливість; рідше (менш як 1 %) спостерігаються крововиливи та пігментація сітківки.
- З боку сечостатевої системи — рідко гематурія, інтерстиційний нефрит, нефротичний синдром, папілярний некроз.
- Зміни в лабораторних аналізах — часто (до 15 %) підвищення активності печінкових ферментів.

При ректальному застосуванні кетопрофену можуть спостерігатися болючість при дефекації та слизово-кров'янистих виділень із прямої кишки, а при місцевому застосуванні у вигляді гелю можуть спостерігатися висипання на шкірі та свербіж шкіри.

## Протипоказання
Кетопрофен протипоказаний при підвищеній чутливості до препарату та інших нестероїдних протизапальних препаратів, загостренні виразкової хвороби шлунку та дванадцятипалої кишки, шлунково-кишковій кровотечі або при схильності до кровотеч іншого генезу, виражених порушеннях функції печінки та нирок, злоякісній гіпертензії, бронхіальній астмі та поліпозі носа, вагітності та годуванні грудьми. Кетопрофен в Україні не рекомендований для застосування у дітей.

## Форми випуску
Кетопрофен випускається у вигляді таблеток по 0,05; 0,1 та 0,15 г; капсул по 0,05 та 0,2 г; порошку для ін'єкцій у флаконах по 0,1 г; ампул по 2 мл 5 % розчину; ректальних супозиторіїв по 0,1 г; 2,5 % гелю в тубах для зовнішнього застосування по 30, 50 та 60 г; 5 % крему в тубах для зовнішнього застосування по 30 г; та 5 % спрею для зовнішнього застосування у флаконах по 50 мл.

## Застосування у ветеринарії
Кетопрофен застосовується у ветеринарії при запальних процесах опорно-рухового апарату, дихальної системи та молочних залоз у великої рогатої худоби та свиней, а також при запальних процесах опорно-рухового апарату та травмах у спортивних коней. Для ветеринарного застосування кетопрофен випускається у вигляді 10 % розчину у флаконах для ін'єкцій по 10, 20 , 50 та 100 мл.